# 市野天籟
市野 天籟（いちの てんらい、天保元年（1830年） - 明治19年（1886年）4月23日）は、尾張国名古屋土居下に居住した詩人・儒学者。名は靖、字は節夫、通称は俊蔵。天籟、または無絃琴堂と号した。その住居から「御土居下の詩人」とも称された。

## 生涯
文政13年（1830年）、御亭下御手筒組の安井英助の三男として生まれる。8歳で父から唐詩選の句読、9歳からは渡辺某について読書・算術・書法の手ほどきを受けた。
15歳の時に叔父の市野清左衛門の養子となって御土居下御側組同心の市野家を継いだ。御土居下御側組は危急の際に藩主を城から脱出させて藩領の木曽まで無事に逃がすという極秘の任務を与えられた同心組であり、市野家は文政年間に御土居下御側組に加わって以降、代々城中に勤務しながらこの任務に備えていた家である。天籟はこの任務にあたりつつ、鵜飼蘭斎に師事して学問を続けた。同時に剣法・柔術・謡曲・茶道・華道等も嗜んだが、20歳でこれらの芸事を廃して沢田眉山に師事して学問に専念した。5年後に眉山が没した後は、阿部松園、秦松洲に師事したほか、森春濤、奥田大観から詩を学んだ。また、佐藤牧山、鷲津毅堂とも親交があった。天籟は特に詩を得意としたことから「御土居下の詩人」と称されるようになった。御土居下御側組は足軽身分の軽輩であったにもかかわらず文武に秀でた者が多かったが、特に幕末に他の同心組と比べて彼らの学問水準が高かったのは、諏訪水太夫と天籟が出たためとされる。
天籟の博識は藩の知る所となり、慶応元年（1865年）8月に小納戸詰格に抜擢されて内庫の図書の管理を任されるとともに、近臣の授読を兼ねた。明治元年（1868年）2月に小納戸話役懸格、12月に小納戸詰組頭格に進み、明治2年（1869年）には藩主の家従となっている。禄も次第に増加して、最終的に13石3人扶持となった（御土居下御側組同心は7石2人扶持）。明治維新後には愛知県師範学校の教師も務めている。
明治19年（1886年）4月23日没。享年57。無絃院琴堂日靖居士と法諡され、常徳寺（のちに移転・改称し、現在は名古屋市千種区にある常楽寺）に葬られた。

## 編著
- 市野靖 編『通語字引』鬼頭書屋、1882年。
- 市野靖 編『通語摘註』鬼頭書屋、1883年。
- 市野靖 (天籟) 著、中北治友 (観生) 編『天籟余響』玉潤堂、1898年。
- 塩谷世弘 著、市野靖 編『大統歌句解』鬼頭書屋、1882年。